# Deudorix jactantis
Deudorix jactantis är en fjärilsart som beskrevs av Jordan 1930. Deudorix jactantis ingår i släktet Deudorix och familjen juvelvingar. Inga underarter finns listade i Catalogue of Life.